# Dziura w Organach I
Dziura w Organach I – jaskinia, a właściwie schronisko, w Dolinie Kościeliskiej w Tatrach Zachodnich. Wejście do niej znajduje się w południowej części Organów, w ścianie znajdującego się tam skalnego amfiteatru, w pobliżu Dziury w Organach II i Dziury w Organach IV, na wysokości 1430 metrów n.p.m. Długość jaskini wynosi 8 metrów, a jej deniwelacja 3 metry.

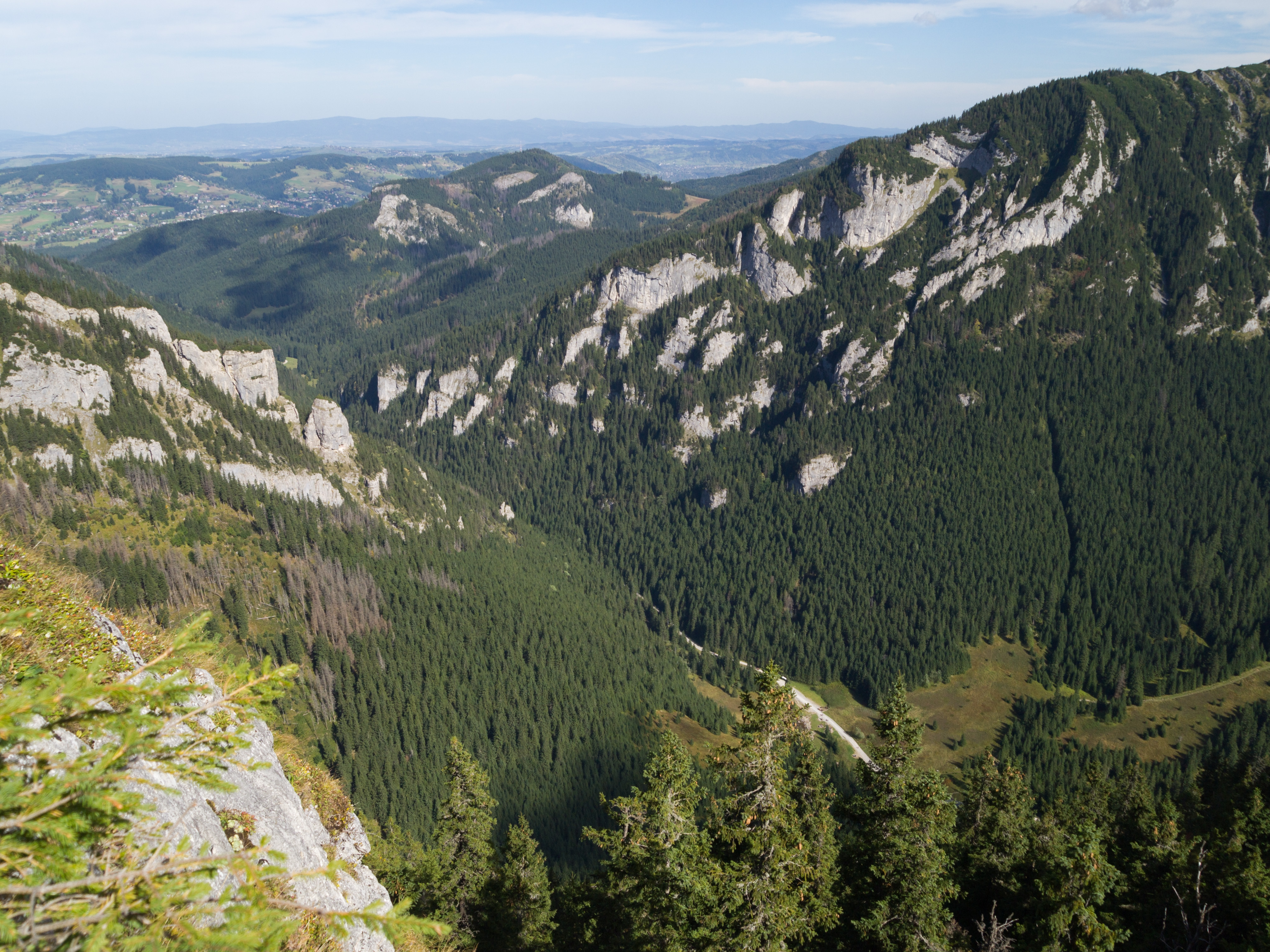
W głębi południowo-zachodnie zbocza Organów z widocznym amfiteatrem

## Opis jaskini
Jaskinię stanowi obszerna, z idącym do góry dnem, nyża, do której prowadzi duży, owalny otwór wejściowy z okapem. 

## Przyroda
W jaskini brak jest nacieków. Ściany są suche, rosną na nich mchy i porosty.

## Historia odkryć
Jaskinia była prawdopodobnie znana od dawna. Pierwszy wzmiankę o niej opublikował J. Rudnicki w 1958 roku. Plan i opis sporządziła I. Luty przy pomocy J. Iwanickiego (seniora) w 1979 roku.